# Drei Stände (St. Emmeram, Wemding)

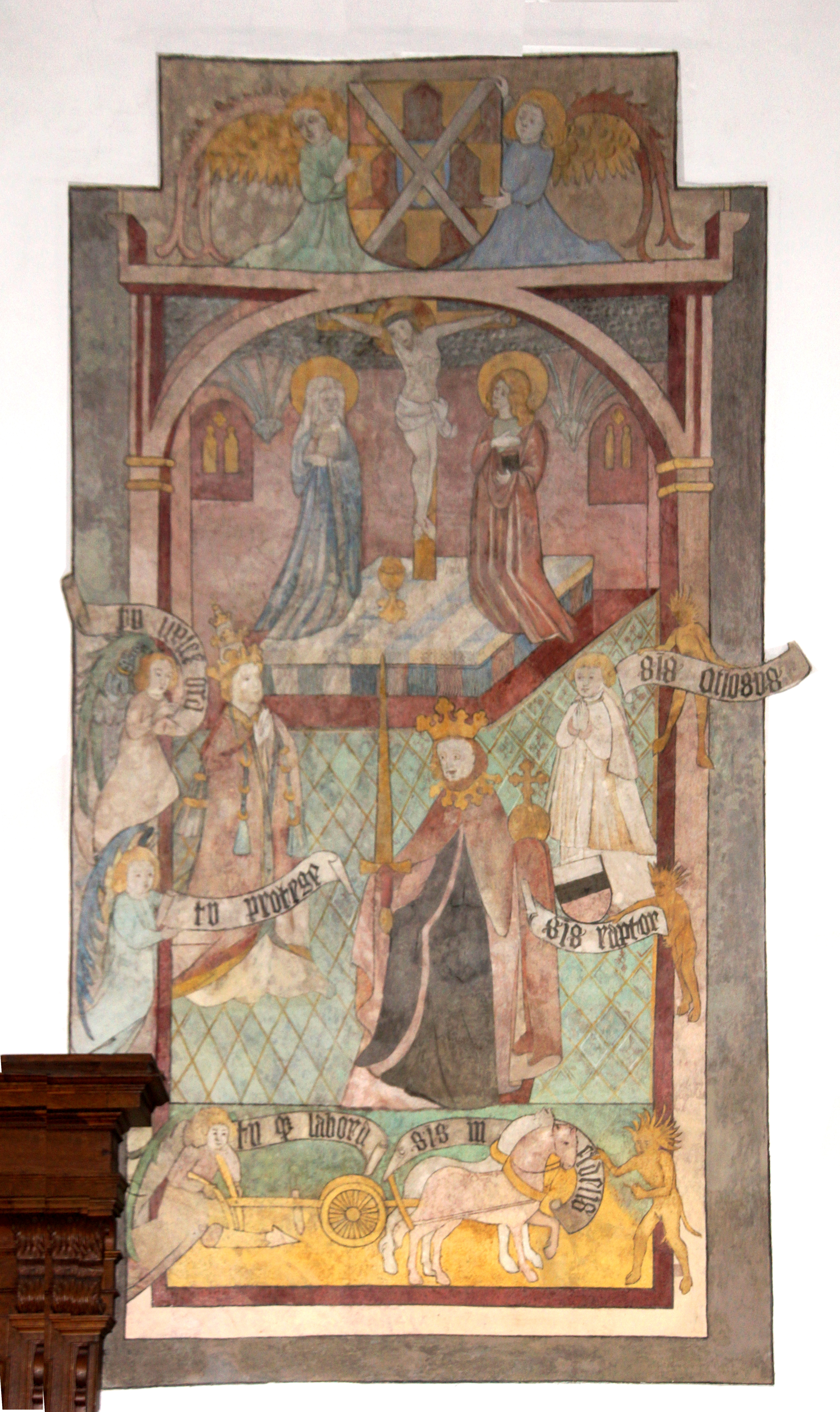
Fresko Drei Stände in Wemding

Das Fresko Drei Stände in der katholischen Pfarrkirche St. Emmeram in Wemding, einer Stadt im schwäbischen Landkreis Donau-Ries in Bayern, wurde um 1450 geschaffen. Das Fresko von einem unbekannten Freskant ist als Teil der Kirchenausstattung ein geschütztes Baudenkmal.
Das Wandbild an der Südwand des Chors stellt die drei Stände unter einer Kreuzigungsszene mit Maria und dem Apostel Johannes dar.
Der erste Stand, der Klerus, wird links mit dem Papst dargestellt. Daneben ist ein Engel mit dem Spruchband „TU SUPLEX ORA“ (Du bete demütig) zu sehen. Zur gleichen Szene gehört rechts außen der Teufel mit dem Spruchband „SIS OTIOSUS“ (Sei müßig).
Der zweite Stand, der Adel, wird in der Mitte mit dem Kaiser dargestellt. Dazu gehört ein Engel mit dem Spruchband „TU PROTEGE“ (Du beschütze) und rechts außen der Teufel mit dem Spruchband „SIS RAPTOR“.
Der dritte Stand, der Bauernstand, wird ganz unten pflügend dargestellt. Ein Engel hält daneben ein Spruchband mit der Inschrift „TUQUE LABORA“ (Und du arbeite). Ein weiterer Teufel steht daneben mit dem Spruchband „SIS INFIDELIS“ (Sei untreu).
Ganz oben halten zwei Engel das Wappen des Adelsgeschlechts Oettingen. Wemding gehörte von 1306 bis 1467 zur Grafschaft Oettingen.